# Bathyesola compacta
Bathyesola compacta is een eenoogkreeftjessoort uit de familie van de Laophontidae. De wetenschappelijke naam van de soort is voor het eerst geldig gepubliceerd in 2000 door Huys & Lee.